# 三月兔
三月兔（1月12日—），本名邱郁珊，台灣女性漫畫家，在高雄市出生。

## 人物介紹
- 筆名：三月兔 / 娘娘希（娘希）/ 玖泱 / Nell
- 星座：魔羯座
- 與漫畫家妍希是多年的好友。
- 華麗的筆風被讀者尊稱為「漫畫界華麗教主」，本身出場風格也相當華麗。

## 簡歷
- 2007年：行政院新聞局劇情漫畫獎 網路票選十大最受歡迎漫畫家第4名
- 2008年：行政院新聞局第32屆金鼎獎《花翼妖精WINGS》入圍「兒童及少年圖書類出版獎：最佳漫畫書獎」和「兒童及少年圖書類個人獎：最佳著作人獎」，並榮獲「兒童及少年圖書類出版獎：最佳漫畫書獎」[2]。
- 第一屆金漫獎網路票選「最受歡迎國人漫畫作品」、「最受歡迎國人漫畫人物」，分別以《純金貴公子》以及「元采螢」獲得第二名。

## 作品一覽

### 長篇漫畫
- 情人戀人，全4冊
- 花翼妖精WINGS，全2冊（印尼版：The Flower Fairies WINGS）
- 純金貴公子（原著：尹晨伊）全3冊
- 惡魔的仙度瑞拉（原著：尹晨伊）全4冊
- 緋色十字，1~4冊（連載中）

### 短篇漫畫
- 一萬個冬天（以宮脇守的名字發表於長鴻美少女月刊）
- 粉紅色天空（過去刊載於大然天使月刊）
- 星空下的魔法戀情（過去刊載於大然公主雙週刊）

### 小說封面繪製
- 神國少女（尹晨伊著）
- 千尋公主（尹晨伊著）
- 檣行千里：君臨四海（尹晨伊著）
- 惡魔的仙度瑞拉系列（尹晨伊著），全5集
- 純金貴公子系列（尹晨伊著），全4集
- 烈火如歌（明曉溪著），全2集
- 如果當時不放手（夢三生著）
- 少爺，太胡來（星野櫻著）
- 十九夜偵探社（衛亞著）
- 穿越之江湖一片雷（蜀客著）
- 甜蜜房客（上、下）（星野櫻著）
- 總裁別這樣（側側著）
- 豪門遊戲 (上、下) ( 郭小窩著)

### 其它
- 三月兔玫瑰騎士塔羅牌
- 花漾精靈占卜學園
- 中華網龍線上遊戲《戀愛盒子》人物設定、原畫
- 尖端出版《三月兔的上色好好玩》
- 與占星教主薇薇安合作「薇薇安2011占星全面預測」星座守護精靈牌繪製
- 在2011台北國際書展首賣「三月兔全紀錄 巴洛克夜想曲」

## 外部連結
- 三月兔的白夜獨奏曲（部落格）（页面存档备份，存于）
- 三月兔的白夜獨奏曲（臉書）（页面存档备份，存于）
- 三月小兔新浪微博 （页面存档备份，存于）